# Kaspiczan (miasto)
Kaspiczan (bułg. Каспичан) – miasto w Bułgarii, w obwodzie Szumen, siedziba gminy Kaspiczan. W 2019 roku liczyło 2 700 mieszkańców.